# Johann Friedrich Eberhard Böhmer
Johann Friedrich Eberhard Böhmer (* 9. April 1753 in Göttingen; † 25. August 1828 ebenda) war ein deutscher Rechtswissenschaftler und Hochschullehrer an der Universität Göttingen.

## Leben und Wirken
Johann Friedrich Eberhard Böhmer war der Sohn des Göttinger Juraprofessors Georg Ludwig Böhmer und der Henriette Elisabeth Philippine Mejer (1734–1796) sowie Enkel von Justus Henning Böhmer. Zwei seiner Brüder waren der spätere Jakobiner Georg Wilhelm Böhmer und Johann Franz Wilhelm Böhmer, der erste Ehemann von Caroline Schelling. Er studierte in der Tradition der Familie Böhmer/Boehmer an der Universität Göttingen ebenfalls Rechtswissenschaften und schloss dieses Studium 1779 mit seiner Dissertation ab, woraufhin ihm sein Vater persönlich als Primarius und Ordinarius der juristischen Fakultät die Doktorwürde erteilte.
Am 21. Januar 1780 wurde Böhmer zum ordentlichen Beisitzer der juristischen Fakultät und zugleich mit seinem Bruder Justus Ludwig Bechtold Böhmer (1755–1821) und seinem Schwager Georg Jacob Friedrich Meister zum außerordentlichen Beisitzer des Spruchkollegiums ernannt. Im Jahr 1782 wurde er zunächst als außerordentlicher und zwei Jahre später als ordentlicher Professor der Rechte übernommen. Böhmer übte diese Tätigkeit bis zu seiner Emeritierung im Jahre 1820 aus und war zwischenzeitlich im Jahre 1797 noch zum ordentlichen Beisitzer des Spruchkollegiums der Universität ernannt worden.
Je eine Silhouette von Johann Friedrich Eberhard Böhmer und seinem Vater ist zu finden in den „Göttingen Silhouetten“, einer vermutlich 1790 fertiggestellten Sammlung von 50 tuschgezeichneten Tafeln mit Porträts von Professoren und Angehörigen der Universität Göttingen.
Boehmer war verheiratet mit Dorothea Elisabeth Busse (1760–1803), mit der er die Tochter Rosalia Louisa Amalia (1801–1886) bekam, die später den Herzberger Superintendenten Johann Friedrich Starke heiratete.

## Schriften (Auswahl)
- De Iure Occupandi Statuendique De Bonis Exstincti Ordinis Iesuitarum: Maxime Ex Formula Pacis Osnabrugensis, Dissertatio Inauguralis, Dieterich 1779 (digitalisat)
- De iure episcoporum innovandi fundationes ecclesiasticas: Commentatio academica, Dieterich, 1784 (digitalisat)
- Abhandlung über die gesetzmäßige Besitznehmung der Jesuitengüter nach Erlöschung ihres Ordens, Frankfurt, Leipzig 1781
- Verzeichniß der von dem weiland Herrn Professor Friedrich Böhmer nachgelassenen, größtentheils juristischen Bibliothek: welche, nebst andern in einem Anhange verzeichneten Werken aus allen Theilen der Wissenschaften ... 1829 ... öffentlich versteigert werden soll, Göttingen 1828